# Anatoli Grishin
Pour les articles homonymes, voir Grichine.
Anatoli Grishin (en russe : Анатолий Кузьмич Гришин, Anatoli Kouzmitch Grichine) est un kayakiste soviétique né le 8 juillet 1939 à Moscou (URSS) et mort le 14 juin 2016  à Moscou (Russie).

## Biographie
Anatoli Grishin fait partie de l'embarcation K4 1000 mètres composé de Nikolai Chuzhikov, Vyacheslav Ionov et Vladimir Morozov lors des Jeux olympiques d'été de 1964 et remporte la médaille d'or.